# Абуляисовский сельсовет
Абуляисовский сельсовет — муниципальное образование в Зианчуринском районе Башкортостана.

## История
Согласно «Закону о границах, статусе и административных центрах муниципальных образований в Республике Башкортостан» имеет статус сельского поселения.
Центр сельсовета — деревня Малиновка.

## Население
| 2002 | 2009  | 2010 | 2012 | 2013 | 2014 | 2015 |
| ---- | ----- | ---- | ---- | ---- | ---- | ---- |
| 911  | ↗1002 | ↘682 | ↘663 | ↘619 | ↘597 | ↘573 |
| 2016 | 2017  |      |      |      |      |      |
| ↘569 | ↗570  |      |      |      |      |      |

## Состав сельского поселения
| № | Населённый пункт | Тип населённого пункта       | Население |
| - | ---------------- | ---------------------------- | --------- |
| 1 | Малиновка        | село, административный центр | ↘345      |
| 2 | Абуляисово       | деревня                      | ↘265      |
| 3 | Бужан            | деревня                      | ↘72       |